# Romain Attanasio
Pour les articles homonymes, voir Attanasio.
Romain Attanasio, né le 26 juin 1977 à Paris et originaire des Hautes-Alpes, est un navigateur et skipper professionnel français.
Il participe à plusieurs courses au large en solitaire, notamment au Vendée Globe à trois reprises : il termine 15e de l'édition 2016-2017 en 109 jours, 14e en 2020-2021, du Vendée Globe 2020-2021 en 90 jours, puis 14e du Vendée-Globe 2024-2025 en 84 jours.

## Biographie
Issu d'une famille originaire des Hautes-Alpes, Romain Attanasio naît à Paris d'un père travaillant dans les travaux publics, ce qui amène Romain à vivre en Afrique, jusqu'à ses sept ans. Il découvre la navigation en mer grâce à son oncle à Port Navalo dans le Morbihan. Il se prend de passion pour les grandes courses maritimes, avec de l'admiration pour la victoire de Florence Arthaud lors de la Route du Rhum en 1990, alors qu'il a treize ans. Il intègre le club de Lacroix-Saint-Ouen puis la section sports-études de La Baule.

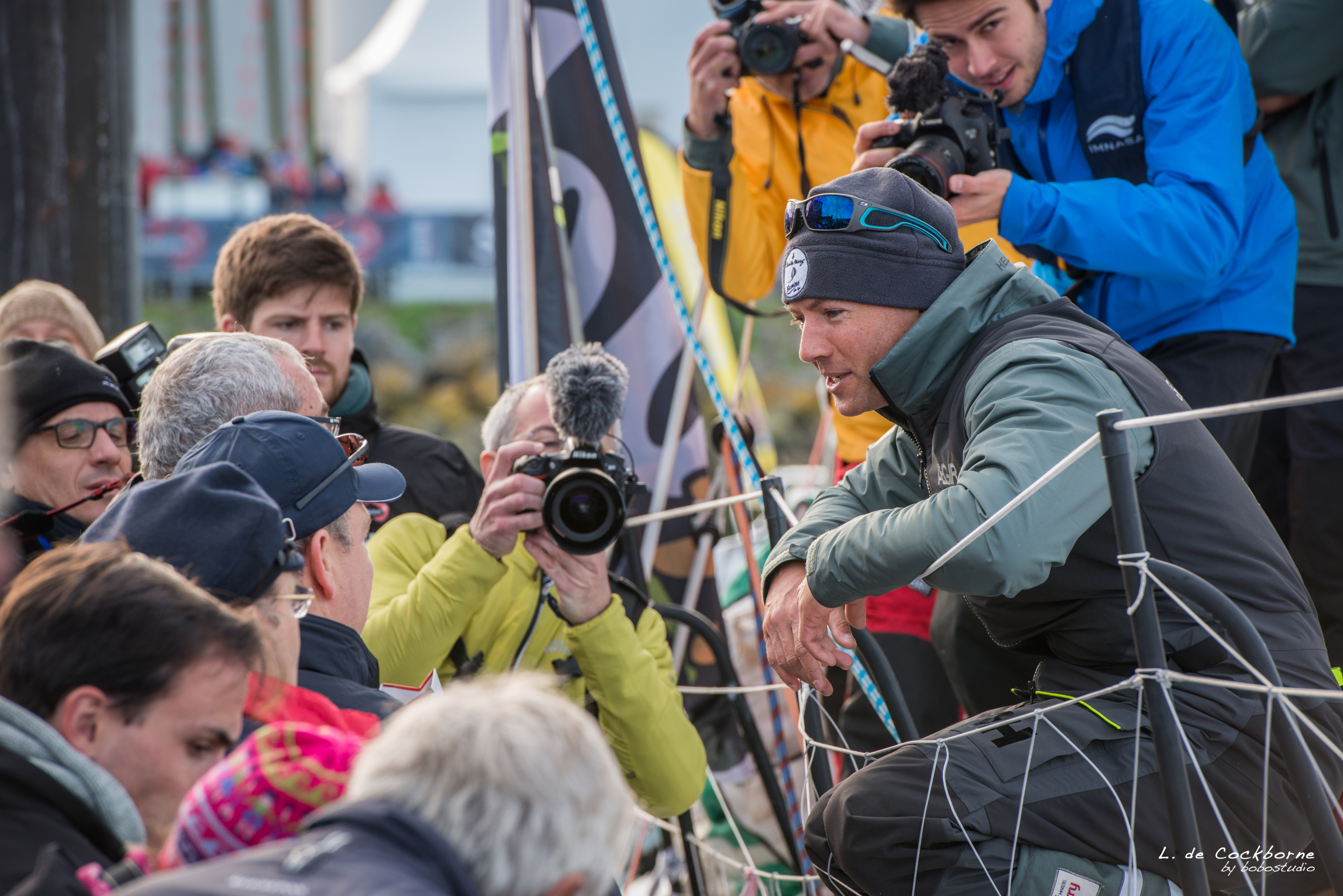
Attanasio avant le départ du Vendée Globe 2016-2017

Après avoir participé à une dizaine de Solitaires du Figaro, il s'élance sur le Vendée Globe en 2016-2017 avec l'ancien bateau Initiatives Cœur de Tanguy de Lamotte. Il termine son premier Vendée Globe au bout de 110 jours. Auparavant, son ex-compagne Samantha Davies avait terminé 4e de l’édition du 2008-2009 du Vendée Globe.
Compétiteur dans l'âme, cette expérience positive l'encourage à poursuivre l'aventure. Romain achète un voilier plus performant et prend part au Championnat IMOCA : Transat Jacques Vabre, Route du Rhum, puis son second Vendée Globe qu'il bouclera le 7 février 2021 avec 20 jours d'avance sur le précédent.

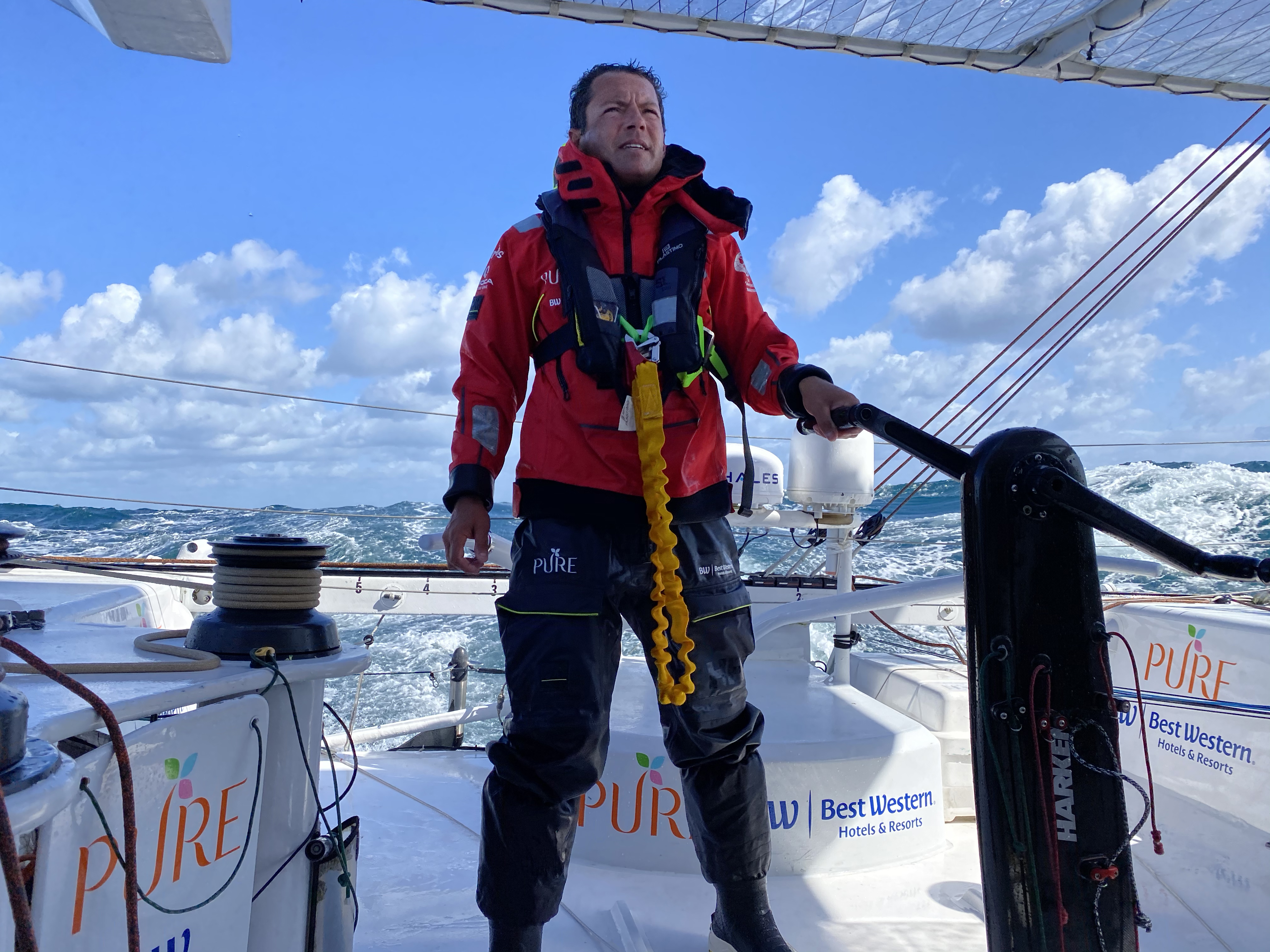
Attanasio en 2021

Dès son arrivée, Romain Attanasio souhaite retenter un tour du monde encore plus rapide. Il fait ainsi l'acquisition de Malizia II, un bateau construit par VPLP Design qui a terminé 5e du Vendée Globe 2020-2021 aux mains de Boris Herrmann. 
En novembre 2022, il termine 10e de la Route du Rhum, alors qu'il visait le top 10.
À trois mois du départ du Vendée Globe, il démâte lors d'une sortie en mer et lance une cagnotte en ligne pour financer les réparations. Il parvient à se présenter pour la troisième fois sur la ligne de départ du Vendée Globe et termine 14e, après 83 jours de cours, battant son record personnel de l'épreuve de six jours.

### Vie privée
Romain Attanasio est en couple avec Samantha Davies, également skippeuse, avec qui ils auront un enfant, Ruben, né en 2011.
En 2024, il est en couple avec Laurie Phaï, athlète franco-cambodgienne de tennis de table, avec qui ils ont un enfant, né en avril 2025,.

## Palmarès
- 1999 :
  - Mini Transat (abandon pour cause de naufrage)

- 2002 :
  - 2e de la Transmanche

- 2004 :
  - 3e de la Transat’ Lorient-St-Barth’ avec Nicolas Berenger sur Port Trebeurden

- 2006 :
  - Vainqueur de l’Odyssée d’Ulysse Cannes-Istanbul avec Erwan Tabarly

- 2008 :
  - 5e de la Solo Ports de France
  - 4e de la Transmanche

- 2009 :
  - 2e du Tour de France à la voile

- 2010 : 
  - 4e de la Transat AG2R avec Samantha Davies sur Saveol

- 2011 : 
  - 6e de la Transat Bénodet Martinique

- 2012 :
  - 5e de la Transat AG2R avec Anthony Marchand sur Bretagne - Crédit Mutuel Performance

- 2015 :
  - 9e de la Transat Jacques-Vabre avec Louis Burton sur Bureau Vallée

- 2017 : 
  - 13e de la Transat Jacques-Vabre avec Aurélien Ducroz sur l'IMOCA "Famille Mary - Etamine du lys"

- 2017 :
  - 15e du Vendée Globe en 109 j 22 h 4 min sur Famille Mary - Étamine du Lys

- 2018 :
  - 13e de la Route du Rhum

- 2019 :
  - 15e de la Transat Jacques-Vabre

- 2021 :
  - 14e du Vendée Globe en 90 j 2 h 46 min sur Pure - Best Western
  - 9e du Défi Azimut 2021
  - 7e de la Transat Jacques-Vabre en double avec Sébastien Marsset.

- 2022 :
  - 17e de la Vendée-Arctique
  - 8e du Défi Azimut 2022
  - 10e de la Route du Rhum 2022

- 2023 :
  - 10e de la Rolex Fastnet Race
  - 9e du Défi Azimut 2023
  - 17e de la Transat Jacques-Vabre 2023
  - 10e du Retour à la Base

- 2024 :
  - 14e de la New York Vendée - Les Sables d'Olonne
  - abandon du Défi Azimut 2024. Démâtage, 7h30 après le départ, à 3h30.

- 2025 : 
  - 14e sur 40 du Vendée Globe en 83 jours 22 h 48 min 18 s[11]